# Bartelme, Wisconsin
Bartelme là một thị trấn thuộc quận Shawano, tiểu bang Wisconsin, Hoa Kỳ. Năm 2010, dân số của thị trấn này là 173 người.